# Donja Bela Reka (Nova Varoš)
Pour les articles homonymes, voir Donja Bela Reka.
Donja Bela Reka (en serbe cyrillique : Доња Бела Река) est un village de Serbie situé dans la municipalité de Nova Varoš, district de Zlatibor. Au recensement de 2011, il comptait 252 habitants.

## Démographie
| 1948 | 1953 | 1961 | 1971 | 1981 | 1991 | 2002 | 2011 |
| ---- | ---- | ---- | ---- | ---- | ---- | ---- | ---- |
| 628  | 669  | 652  | 574  | 447  | 369  | 287  | 252  |

|  |